# Thomas Wyatt

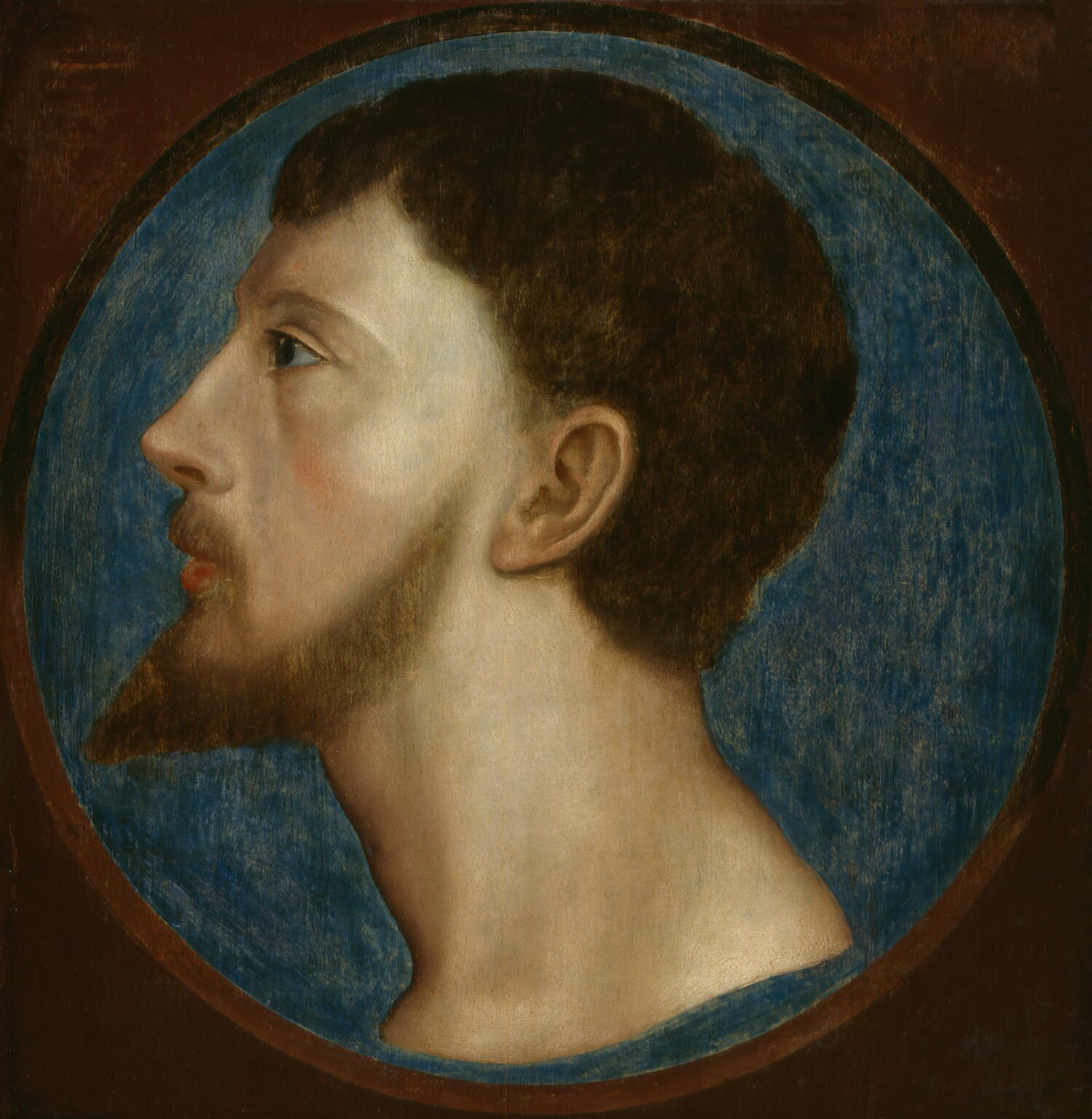
Thomas Wyatt jr.

Thomas Wyatt der Jüngere (* 10. September 1521; † 11. April 1554 in London), Sohn des Dichters Sir Thomas Wyatt, war ein Rebellenführer während der Regierungszeit von Maria I.

## Leben
Im Alter von 15 wurde er Knappe am Hof von Heinrich VIII. und kämpfte für diesen im Krieg gegen Frankreich 1547. Während der Regierungszeit Eduards VI. verbrachte er einige Zeit im Tower, weil er betrunken Glasscheiben eingeschlagen hatte. Als während der Regierung Marias der Ersten in England die Pläne der Königin zur Heirat mit Philipp II. von Spanien bekannt wurden, kam es zur so genannten Wyatt-Verschwörung. Philipp stieß bei den Engländern auf große Ablehnung. Sie fürchteten einen zu starken spanischen Einfluss in England. Thomas Wyatt wollte die frühere Königin Jane Grey, die zu dieser Zeit im Tower gefangen gehalten wurde, wieder einsetzen oder Heinrichs des Achten jüngere Tochter Elisabeth mit Edward Courtenay, 1. Earl of Devon verheiraten, um diesen an Stelle Marias auf den Thron zu erheben.
Thomas Wyatt versammelte eine Streitmacht von 3000 Männern, um gegen die Königin zu kämpfen. Die königliche Armee besiegte Wyatts Truppen erst vor den Toren Londons und der Aufstand wurde niedergeschlagen. Mit Hilfe der Folter brachte man Wyatt dazu, gegen Elisabeth auszusagen. Angesichts des Todesurteils gegen ihn widerrief Thomas Wyatt aber jede Beteiligung Elisabeths am Komplott. Am 11. April 1554 wurde er geköpft und danach gevierteilt. Die Güter Wyatts wurden eingezogen. Somit wären seine Frau und die fünf Kinder auf die Straße gesetzt worden und zum Betteln gezwungen gewesen. Königin Maria setzte ihnen jedoch eine Pension aus, die ihnen ein bescheidenes Überleben ermöglichte.